# Cúlaque
Cúlaque ou culaque (em russo: кула́к, transl. kulák, "punho", "punho fechado") é um termo pejorativo usado no linguajar político soviético para se referir a camponeses relativamente ricos do Império Russo que possuíam extensas fazendas e faziam uso de trabalho assalariado em suas atividades. Em ucraniano o termo usado era o correspondente da palavra "punho" ou "punho fechado", Курку́ль, transliterado kurkúl.
Os camponeses cúlaques foram resultado da reforma de Stolypin introduzida em 1906 com o intuito de criar um grupo de fazendeiros prósperos que apoiariam o governo do czar. Posteriormente, na década de 1930, os cúlaques foram alvo das políticas de coletivização do campo realizadas por Josef Stalin, que acreditava serem eles o último bastião do capitalismo no campo.
Os cúlaques, com isso, foram alvos de "desculaquização", sendo enviados para regiões inóspitas cujas terras eram extremamente improdutivas, o que teria ocasionado a morte de 6 milhões de camponeses, segundo relato de Alexandr Soljenítsin. Fontes soviéticas estimam em 700.000 o número de vítimas.